# Маги, Франсуа Цезарь де
Франсуа Цезарь де Маги (фр. François Césaire de Mahy; 22 июля 1830, Реюньон — 19 ноября 1906, Париж) — французский политический деятель.

## Биография
Родился 22 июля 1830 года. Француз, родом с Реюньона, от которого был избран в Национальное собрание, где примкнул к левой партии. Выбранный в палату депутатов, он после 16 мая 1877 года был одним из 363 членов, выразивших недоверие кабинету Виктора де Брольи. В 1880-х годах он несколько раз был министром (земледелия и морским), затем вице-президентом палаты. Написал: «Régime politique aux colonies, réponse aux adversaires des institutions libérales» (1872).